# کاتسوهیرو سوزوکی (بازیگر)
کاتسوهیرو سوزوکی (انگلیسی: Katsuhiro Suzuki؛ زادهٔ ۲۹ دسامبر ۱۹۹۲) بازیگر اهل ژاپن است. وی از سال ۲۰۰۹ میلادی تاکنون مشغول فعالیت بوده‌است.